# 学園アイドルマスター 誕生日記念Single
『学園アイドルマスター 誕生日記念Single』（がくえんアイドルマスターたんじょうびきねんシングル）は、2024年6月3日から配信されているキャラクターソングシリーズ。

## 概要
「学園アイドルマスター」のキャラクターソングシリーズ。各アイドルの誕生日に、ダウンロード販売及びストリーミング配信が開始された。

CDは一般流通での販売はされず、バンダイナムコエンターテインメントの通信販売サイトASOBI STOREから、アクリルパネル・缶バッジ・アクリルキーホルダーとセットになった「誕生日記念セット」としてのみ予約限定で販売された。CDには、表題曲とそのInstrumentalが収録されている。

## 叶えたい、ことばかり
2024年6月3日配信。月村手毬の誕生日記念曲。
収録曲
歌：月村手毬（小鹿なお）
1. 叶えたい、ことばかり
作詞・作曲・編曲：田中透真（Dream Monster）
2. 叶えたい、ことばかり (Instrumental)

## Wake up!!
2024年7月24日配信。葛城リーリヤの誕生日記念曲。
収録曲
歌：葛城リーリヤ（花岩香奈）
1. Wake up!!
作詞・作曲：田中透真（Dream Monster）、編曲：アッシュ井上（Dream Monster）・田中透真（Dream Monster）
2. Wake up!! (Instrumental)

## 憧れをいっぱい
2024年8月1日配信。倉本千奈の誕生日記念曲。
収録曲
歌：倉本千奈（伊藤舞音）
1. 憧れをいっぱい
作詞・作曲・編曲：高木龍一（Dream Monster）
2. 憧れをいっぱい (Instrumental)

## Ride on Beat
2024年11月11日配信。紫雲清夏の誕生日記念曲。
収録曲
歌：紫雲清夏（湊みや）
1. Ride on Beat
作詞：田中龍志（Rebrast）、作曲：田中龍志（Rebrast）・柿迫ヒカル（Rebrast）・早川博隆（Rebrast）、編曲：柿迫ヒカル（Rebrast）・早川博隆（Rebrast）
2. Ride on Beat (Instrumental)

## Cosmetic
2024年12月7日配信。十王星南の誕生日記念曲。
収録曲
歌：十王星南（陽高真白）
1. Cosmetic
作詞：Stephanie Topalian・MOMONADY、作曲：MOMONADY・YUKI FUNAKOSHI（Digz, Inc. Group）、編曲：YUKI FUNAKOSHI（Digz, Inc. Group）
2. Cosmetic (Instrumental)

## メクルメ
2024年12月21日配信。篠澤広の誕生日記念曲。
収録曲
歌：篠澤広（川村玲奈）
1. メクルメ
作詞・作曲・編曲：フロクロ
2. メクルメ (Instrumental)

## Sweet Magic
2025年1月18日配信。有村麻央の誕生日記念曲。
収録曲
歌：有村麻央（七瀬つむぎ）
1. Sweet Magic
作詞・作曲・編曲：SHOW（Digz, Inc. Group）
2. Sweet Magic (Instrumental)

## たいせつなもの
2025年2月6日配信。秦谷美鈴の誕生日記念曲。
収録曲
歌：秦谷美鈴（春咲暖）
1. たいせつなもの
作詞・作曲・編曲：フワリ（Dream Monster）
2. たいせつなもの (Instrumental)

## marble heart
2025年3月5日配信。姫崎莉波の誕生日記念曲。
収録曲
歌：姫崎莉波（薄井友里）
1. marble heart
作詞：品川樹、作曲・編曲：須藤幽玄
2. marble heart (Instrumental)

## つよつよ最強エクササイズ
2025年4月1日配信。花海佑芽の誕生日記念曲。
収録曲
歌：花海佑芽（松田彩音）
1. つよつよ最強エクササイズ
作詞・編曲：坪井リヒト（Bandai Namco Studio Inc.）、作曲：坪井リヒト（Bandai Namco Studio Inc.）・佐藤貴文（Bandai Namco Studio Inc.）
2. つよつよ最強エクササイズ (Instrumental)

## Try it now
2025年4月2日配信。花海咲季の誕生日記念曲。
収録曲
歌：花海咲季（長月あおい）
1. Try it now
作詞・作曲・編曲：Kijibato（Dream Monster）
2. Try it now (Instrumental)

## The Cute!!!
2025年4月29日配信。藤田ことねの誕生日記念曲。
収録曲
歌：藤田ことね（飯田ヒカル）
1. The Cute!!!
作詞・作曲・編曲：金山秀士 (Dream Monster)
2. The Cute!!! (Instrumental)